# Götheborgska magasinet
Götheborgska magasinet var en av de först tidningarna som gavs ut i Göteborg. Den grundades 1759 och gavs ut av lektor Johan Rosén, fram till 1764 under skiftande titlar som Götheborgska Magasinet och Hwad Nytt i Staden?, Det Nya Weckobladet och Götheborgska Wecko-bladet. Utöver Rosén bidrog även pastor S. J. Müller, Bengt Öhrvall, Carl Nyrén med flera. 1765 tog lektor Johan Gothenius över utgivningen under den ursprungliga titeln och drev tidningen i ungefär ett år.

## Digitaliserade tidningar
- Götheborgska magasinet. Göteborg. 1759-1763. Libris 13602992. http://gupea.ub.gu.se/handle/2077/58355 - även, "Bihang af Götheborgska magasinet" och "Hwad nytt i staden?"
- Götheborgska wecko-bladet. Göteborg. 1764-1765. Libris 11911727. http://gupea.ub.gu.se/handle/2077/59612
- Götheborgska magazinet. Göteborg. 1766-1767. Libris 13602997. http://gupea.ub.gu.se/handle/2077/59620